# Salme kommun
Salme kommun (estniska: Salme vald) var en tidigare landskommun i landskapet Saaremaa (Ösel) i Estland. Kommunen uppgick den 23 oktober 2017 i den då nybildade Ösels kommun.
Den låg på norra delen av halvön Svorbe på ön Ösel i Östersjön, 210 km sydväst om huvudstaden Tallinn. Kommunen hade 1 249 invånare (2009).  Centralort var småköpingen (estniska: alevik) Salme.

## Orter
I Salme kommun fanns en småköping och 24 byar.

### Småköpingar
- Salme (centralort).

### Byar
- Anseküla
- Easte
- Hindu (heter idag Sõrve-Hindu)
- Imara
- Järve
- Kaimri
- Kaugatoma
- Läätsa
- Lahetaguse
- Länga
- Lassi
- Lõmala
- Lõu
- Metsalõuka
- Mõisaküla (ingår idag i byn Kaugatoma)
- Möldri
- Rahuste
- Suurna
- Tehumardi
- Tiirimetsa
- Toomalõuka
- Ula (heter idag Väike-Ula)
- Üüdibe
- Vintri

## Historia
I närheten av Salme hittades 2008 två båtgravar daterade till omkring år 750, de så kallade Salmeskeppen, med kvarlevor av mer än 40 krigare.

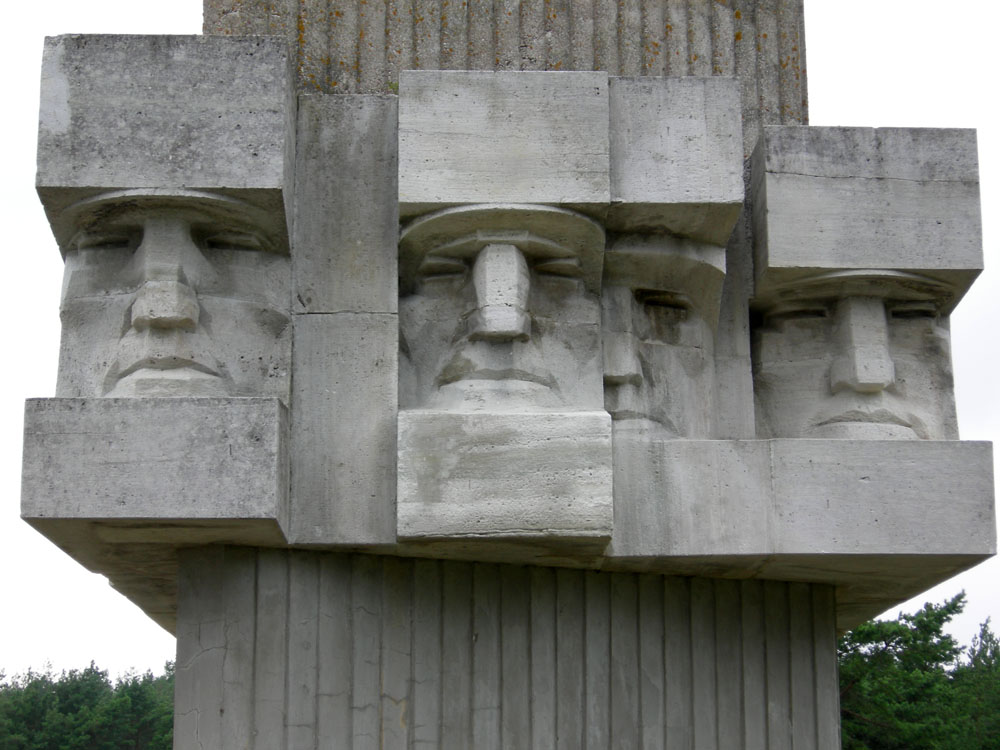
Sovjetiskt krigsmonument vid Tehumardi

Vid Tehumardi finns ett 21 meter högt sovjetiskt monument över Slaget vid Tehumardi 8 oktober 1944, som utkämpades mellan den avancerande Röda armén och retirerande nazityska trupper under andra världskriget. 
I samband med striderna om Ösel 1944 förstördes den medeltida kyrkan i Anseküla.  På platsen restes senare ett fyrtorn.